# Атлетски стадион Иштван Ђулаи
Атлетски стадион Иштван Ђулаи је вишенаменски спортски објекат у граду Дебрецину (Мађарска), који је део спортског комплекса Дебрецински Спортски центар. Стадион је добио име по Иштвану Ђулаију који је умро 2006, а био је мађарски телевизијски спортски коментатор и Гренерални секретар ИААФ и Међународне асоцијације спортских новинара (АИПС). Као олимпијац Мађарске учествовао је на Олимпијским играма 1964. у Токију у трци на 400 метара.
Стадион је 2001. био домаћин 2. Светског првенства у атлетици за млађе јуниоре У-18 и 2007. Европског првенства у атлетици за млађе сениоре У-23.